# Axel von Criegern
Axel von Criegern (* 1939 in Berlin) ist ein deutscher Kunsthistoriker, Maler und Kunstdidaktiker.

## Leben
Er entstammt der briefadeligen Familie von Criegern. Seine Eltern waren der Oberstleutnant a. D. Friedrich von Criegern und die Tochter eines Fabrikdirektors Rosemarie Wallenstein. Sein älterer Bruder Christoph von Criegern war zunächst Fregattenkapitän und dann Diplomat. Die Künstlerin Friedrike von Criegern ist seine Großnichte. 
Axel von Criegern studierte von 1959 bis 1965 an der Kunstakademie Stuttgart bei Rudolf Daudert (1903–1988), Christoff Schellenberger und Gunter Böhmer und an der Technischen Hochschule Stuttgart Kunstgeschichte und Politik. Von 1965 bis 1970 vervollständigte er seine Studien in Kunstgeschichte, Archäologie, Politikwissenschaft an der Universität Tübingen. Er schloss diese mit der Dissertation Ikonographische Studien zu den Fröhlichen Gesellschaften Jan Steens unter dem Doktorvater Günter Bandmann ab. Von Criegern unterteilt sein berufliches Leben in erstens „Die Vor-Steen-Zeit“, zweitens die „Wissenschaftliche und didaktische Steen-Zeit“ und drittens die „Wissenschaftlich-künstlerische Steen-Zeit“ ein. Seit 1972 bekleidete von Criegern Professuren in Reutlingen, Valparaiso (USA) und Karlsruhe und von 1989 bis 2004 an der Universität Gießen. Von Criegern verfasste zahlreiche Publikationen zur Kunstpädagogik. Seit 1972 ist von Criegern Mitglied im Künstlerbund Tübingen.
Axel von Criegern hatte 1964 in Öhringen Gudrun von der Weppen, ihr Vater war Güterdirektor, geheiratet, sie haben die Tochter Anette und den Sohn Marc.

## Bücher zur Kunst
- Dissertation: Ikonographische Studien zu den fröhlichen Gesellschaften Jan Steens. Teilabdruck in: Oud Holland, Jg. 86, 1971, S. 9–32
- Struktur und Politik. Grenzwerte der Kunstpädagogik. Rembrandt, Berlin 1975
- Fotodidaktik als Bildlehre. Rembrandt, Berlin 1976
- Kitsch und Kunst. Materialien zur Theorie und Praxis der ästhetischen Erziehung (mit C. Kattenstroth). Maier, Ravensburg 1977
- Die Lernbereiche im Kunstunterricht der Hauptschule. Maier, Ravensburg 1978, 2. Auflage 1980
- Bilder interpretieren. Schwann, Düsseldorf 1981, 2. Auflage 1990
- Skizzieren und Zeichnen von A bis Z. Maier, Ravensburg  1982
- Handbuch der ästhetischen Erziehung (Hrsg.). Kohlhammer, Stuttgart 1982
- Malerei/Objekte, 1992
- vor-schriften/vor-bilder. Texte und Zeichnungen. Zehntscheuer, Rottenburg 1996
- Vom Text zum Bild. Wege ästhetischer Bildung. Deutscher Studienverlag, Weinheim 1996
- Johannes Kirschenmann, Ellen Spickernagel, Gerd Steinmüller (Hrsg.): Ikonologie und Didaktik. Begegnungen zwischen Kunstwissenschaft und Kunstpädagogik. Festschrift für Axel von Criegern zum 60. Geburtstag. VDG, Weimar 1999 (dort Bibliographie der wichtigsten Aufsätze bis 1999)
- „Wie die Alten sungen…“ Auseinandersetzung mit einem Bild von Jan Steen (1626–1679). Gulde, Tübingen 1999
- Dramaturgie eines Bildes (Jan Steen), 2004
- Lustige Gesellschaft auf einer Gartenterrasse (Jan Steen), 2006
- Meine Bilder. Ernst Wasmuth Verlag, 2009, ISBN 978-3-8030-3339-0
- Alles Blech, Gulde Druck, 2014

## Belletristik
- Tübinger Impression, Osiander, 1987
- Tatort Tübingen (Bilderbuch), Osiander, 1987
- Landesgeschichten (Comic), Osiander, 1988
- Das war Buri, Heliopolis, 1990
- Der Gänsebischof von Tours, Gulde Druck, o. J. (2011)
- Tübingen for friends, Gulde Druck, 2011, ISBN 978-3-924123-79-6

## Genealogie
- Walter von Hueck, Erik Amburger, Friedrich Wilhelm Euler, Johann Georg von Rappard u. a.: Genealogisches Handbuch des Adels, Adelige Häuser B (Briefadel), Band XIII, Band 73 der Gesamtreihe GHdA, Hrsg. Deutsches Adelsarchiv, C. A. Starke, Limburg an der Lahn 1980, ISSN 0435-2408, S. 53 f.